# فربوند
فرباند (به آلمانی: Verbund) بزرگ‌ترین شرکت برق اتریش است، که در سال ۱۹۴۷ در شهر وین تأسیس شد. این شرکت ۹۰٪ از برق موردنیاز خود را از طریق انرژی آبی و بقیهٔ آن را از نیروگاه گازی فراهم می‌کند، همچنین معادل ۴۰٪ از انرژی الکتریکی اتریش را تأمین می‌کند.
شرکت ورباند در زمینه توزیع برق، تولید برق و عمده‌فروشی انرژی‌های تجدیدپذیر فعالیت می‌نماید. ۵۱٪ از سهام این شرکت متعلق به دولت اتریش است.